# Hrádek u Vrbice
Hrádek u Vrbice je zaniklá tvrz asi 800 metrů severovýchodně od Vrbice v okrese Rakovník. Dochovalo se z ní tvrziště objevené a zdokumentované v roce 2013.

## Historie
V písemných pramenech se hrádek neuvádí a absence archeologických nálezů neumožňuje ani přibližné datování doby jeho vzniku a zániku. Hypoteticky se na něj dá vztáhnout první písemná zmínka o vsi Vrbice z roku 1275, kdy jsou uváděni Bohuslav a Sulislav, synové Sulislava z Trnovan. Kromě Vrbice je v této listině zmíněno i Bedlno. Další zmínka o vsi pochází z roku 1382, kdy majetek v obci po smrti Hanuše a jeho sestry Alžběty získává od panovníka jako odúmrť Oldřich Slepec. A do třetice by se k hrádku mohla vázat i zmínka z roku 1391, kdy po smrti pražského měšťana Henslina Bartošova získal vsi Očihovec a Vrbice jako odúmrť panovník. Ani v jednom případě však není hrádek výslovně zmíněn, a je možné, že neměl žádnou spojitost s Vrbicí a příslušel k jiné, dnes již zaniklé, vsi.

## Popis
Tvrziště je vejčitého tvaru a přizpůsobeno zužující se ostrožně, na které se nachází. Délka centrálního pahorku je asi 24 metrů, maximální šířka pak 18 metrů. Přístup vedl od východu, kde hrádek od okolního terénu odděluje šíjový příkop a částečně i val. Ten se v malé míře dochoval také na jihozápadní straně. Vlastní pahorek je narušen řadou amatérských výkopů, profesionální archeologický výzkum lokality nebyl proveden.